# 愚者の船 (ボスの絵画)
『愚者の船』（ぐしゃのふね、仏: La Nef des fous、英: Ship of Fools）は、初期ネーデルラント絵画の巨匠ヒエロニムス・ボスが1490–1500年ごろに板上に油彩で制作した絵画である。カミーユ・ブノワ (Camille Benoit) により1918年にパリのルーヴル美術館に寄贈された本作は、2015年に美術館で修復を受けた。後世の上塗りであった右上の山、多くの樹葉が取り除かれた。この作品はいくつかに分断された三連祭壇画の一部で、左翼パネルに描かれていた。現在の絵画は本来の3分の2の大きさである。残りの3分の1に当たる部分は、『大食と快楽の寓意』という題名で、エール大学付属美術館に所蔵されている。ほぼ本来のサイズを保持している、もう1つの右翼パネルは『守銭奴の死』で、現在、ワシントンD.C.のナショナル・ギャラリーに所蔵されている。左翼パネルであった『愚者の船』および『大食と快楽の寓意』と、右翼パネルであった『守銭奴の死』は放蕩と吝嗇の両極端を表していたのであろう。三連祭壇画の左右両翼パネルの裏側 (外翼パネル) には『放浪者』(ボイマンス・ヴァン・ベーニンゲン美術館、ロッテルダム) が描かれていた。

## 作品
作品に描かれている船には、1人の修道士と2人の修道女、またはベギン会修道女が農民のグループと乱痴気騒ぎをしている。奇妙な構造の船は葉をつけた木をマストにして、折れた枝が舵となっている。この船は酔客が舵をとっており、行きつくあてもなくさまよう船であり、目的も指導者も持たない社会を象徴している。マストの先の木の葉の中にはフクロウがいる。この木は、多くの研究者が信じているように民衆も聖職者もいっしょになって乱痴気騒ぎをする村の春祭りの飾り柱を表している。
画面中、特に目を引くのは中央にいる修道士とリュートを弾く修道女で、信仰を忘れ、大口を開けて歌っている。彼らは中世の愛の園に描かれた男女のカップルに相当し、より明確な愛の行為の前戯としていっしょに演奏しているのである。彼らの前にあるテーブルの皿にはサクランボが載っている。サクランボは、中世以来しばしば「淫欲」の象徴であり、プラド美術館にある『七つの大罪と四終』にも登場する。
マストに括り付けられているガチョウの肉をナイフで切ろうとする者、嘔吐している者、巨大なスプーンを持った男は明らかに「大食」の罪を表す。さらに船の横では2人の人物が泳いでおり、そのうちの1人は空の葡萄酒の鉢を乞うように差し出している。右手の木の枝に座っている道化の男は酒を飲んでおり、この集団が愚者であることをはっきり示している。宮廷道化師は何百年もの間、社会の道徳を茶化すことが許されてきた上、15世紀からは道徳批判家として印刷物や絵画に登場するようになった。
マストの木からたなびく幟には月の文様がある。これは異教のトルコ旗というより、15世紀後半の版画シリーズ『惑星の子供たち』中の図像とかかわりがあるであろう。それぞれの惑星は7つの大罪と関係があり、月は「大食」と結びつくのである。
淫欲と大食は修道院における悪徳の代表とされ、15世紀には修道会に対する批判が強くなっていた。本作はこうした堕落した聖職者を風刺すると同時に、彼らに対するボスの批判、告発となっている。

## 背景

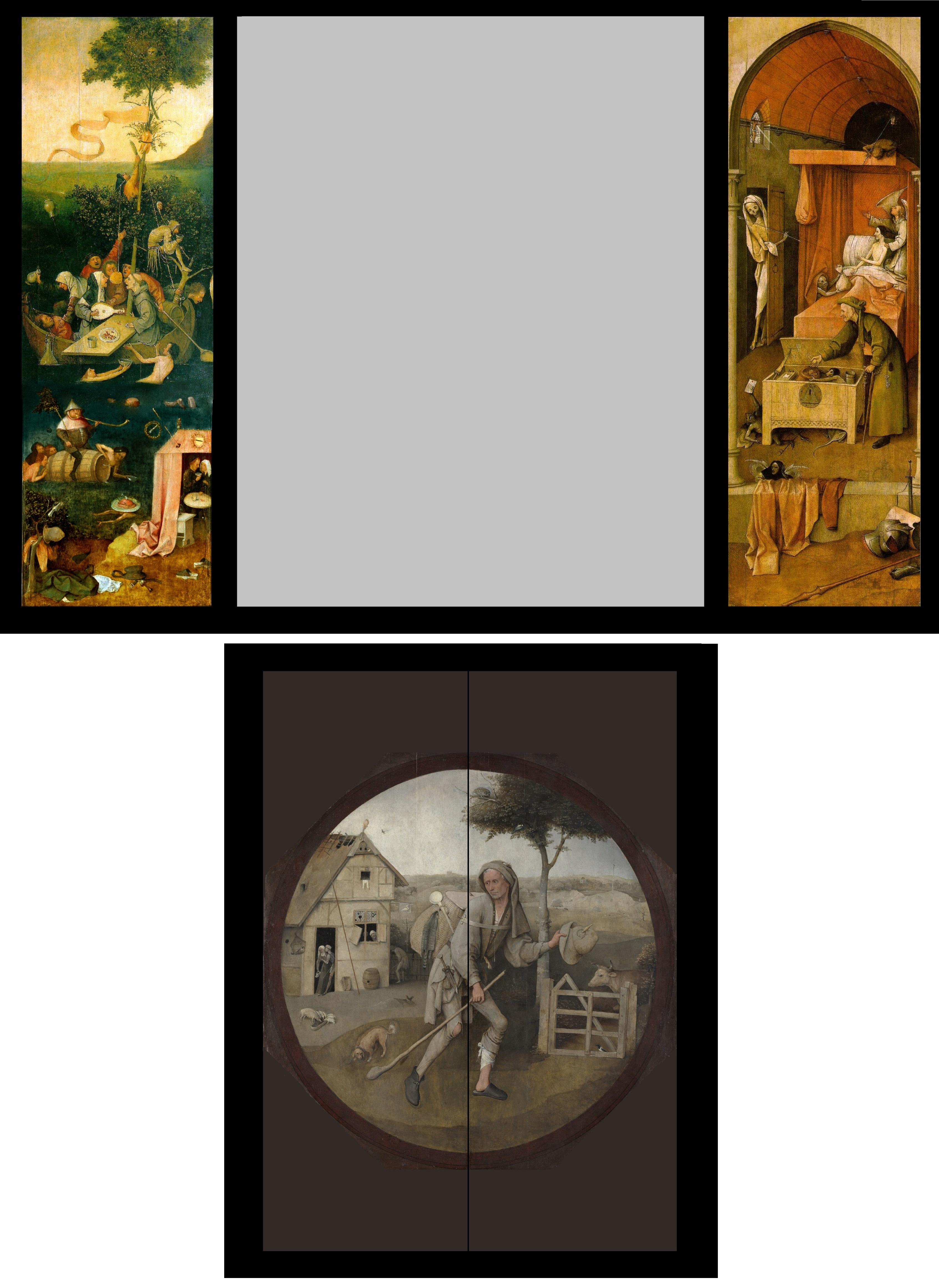
本来の三連祭壇画の再構築。左翼パネルの上部は『愚者の船』(修復以前) で、その下部は『大食と快楽の寓意』。右側パネルは『守銭奴の死』。下は『放蕩息子』で、三連祭壇画の左右両翼パネルの裏側 (失われた中央パネルの外側パネル) であったと思われる。

年輪年代学調査によると、本作が描かれている木板は1491年に遡り、ゼバスティアン・ブラントの著作『阿呆船』に触発されたもの、または1493年のこの著作の初版のイラストであったと見ることができるかもしれない。本作を触発した可能性があるもう1つの作品として、14世紀のギヨーム・ド・ドゥギルヴィル (Guillaume de Deguileville) による詩『魂の巡礼 』が挙げられるかもしれない。この著作は、ウィリアム・キャクストンが1483年に「The Pylgremage of the Sowle」として出版した直後の1486年にハールレムでオランダ語版が出版された。
ピーター・クライン (Peter Klein) による年輪年代学調査は、いくつかの作品の帰属の変更をもたらした。たとえば、スペインのエル・エスコリアルにある『キリストの荊冠』は1525年以降でしかありえず、ボスの真作ではない。同様のことは、1553年以降にしか制作されたはずのないボイマンス・ヴァン・ベーニンゲン美術館にある『カナの婚宴』 (失われたボス作品の複製と考えられる) についてもいえる。
ロッテルダムの『放蕩息子』、ルーヴルの『愚者の船』、エール大学の『大食と快楽の寓意』、ワシントンの『守銭奴の死』は、1486年に伐採された同じ木から採られた板に描かれていることも明らかになっている。これらの作品はまた、左上から右下へと描き込まれた平行な線 (ハッチング線) においても共通している。おそらく左利きの画家ボスによる同じ線だと考えられる。